# ゴサリン・マラード
ゴサリン・マラード(Gosalyn Mallard)は、ディズニーのアニメシリーズ『ダックにおまかせ ダークウィング・ダック』に登場する架空の人物である。英語版声優は、クリスティーン・カヴァナー。日本語版声優は、渕崎ゆり子である。

## ゴサリン・マラード
ダークウィングの娘だが実娘ではなく、第1・2話における事件で殺害された老科学者の孫。事件が縁で知り合ったダークウィングの養子となった。非常に活発な性格の持ち主で、何かと父の仕事に首を突っ込みたがるトラブルメーカー。しかし運動神経がよく機転も利くため、たびたび父のピンチを救っている。

## アビー・マラードに似ている関係
このゴサリンの衣装やキャラのデザインは後年の映画『チキン・リトル』に登場したサブキャラクター「アビー・マラード」に非常によく似ている。性格設定や名前も似ているところから、アビーはこのゴサリンからインスパイアされたキャラではないかと思われる。